# Anton Apponyi

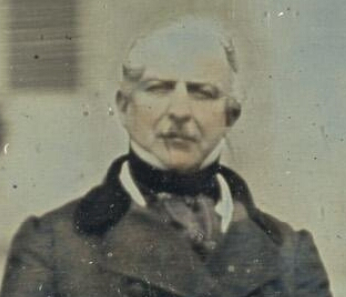
Apponyi ca. 1843 in Paris.

Graf Anton Apponyi von Nagy-Apponyi (* 7. Dezember 1782; † 17. Oktober 1852; auch Antoine Comte de Apponyi) war ein Diplomat des Kaisertums Österreich.

## Leben
Anton Apponyi entstammte der ungarischen Adelsfamilie Apponyi. Sein Vater Anton Georg von Apponyi (* 4. Dezember 1751; † 17. März 1817) war der Begründer der 50.000-bändigen Familienbibliothek.
Apponyi studierte ungarische Literatur und trat als Förderer von Wissenschaft, Kunst und Industrie auf. Am badischen Hof zu Karlsruhe, dem toskanischen Hof zu Florenz und dem Heiligen Stuhl in Rom fungierte er als Gesandter. 1826 wurde er zum Botschafter in Paris ernannt und verblieb in dieser Stellung bis 1849.

## Familie
Am 17. August 1808 heiratete Apponyi die Gräfin Therese von Nogarola (1790–1874). Joseph von Hammer-Purgstall schreibt in seinen Erinnerungen, dass sie „eine ausgezeichnete Sängerin“ war. 1836 widmete ihr Frédéric Chopin seine Nocturnes op. 27.
Der Ehe entstammt der seit 1849 am Turiner Hof als Gesandter fungierende Graf Rudolph II. (* 1. August 1812).